# فاليري كارتر
فاليري كارتر (بالإنجليزية: Valerie Carter)‏ هي مغنية ومغنية مؤلفة أمريكية، ولدت في 5 فبراير 1953 في وينتر هافن في الولايات المتحدة، وتوفيت في 4 مارس 2017 في سانت بيترسبرغ في الولايات المتحدة.

## وصلات خارجية
- الموقع الرسمي
- فاليري كارتر على موقع IMDb (الإنجليزية)
- فاليري كارتر على موقع ميوزك برينز (الإنجليزية)
- فاليري كارتر على موقع أول ميوزيك (الإنجليزية)
- فاليري كارتر على موقع ديسكوغز (الإنجليزية)
- فاليري كارتر على موقع قاعدة بيانات الفيلم (الإنجليزية)